# Stuart Rosenberg

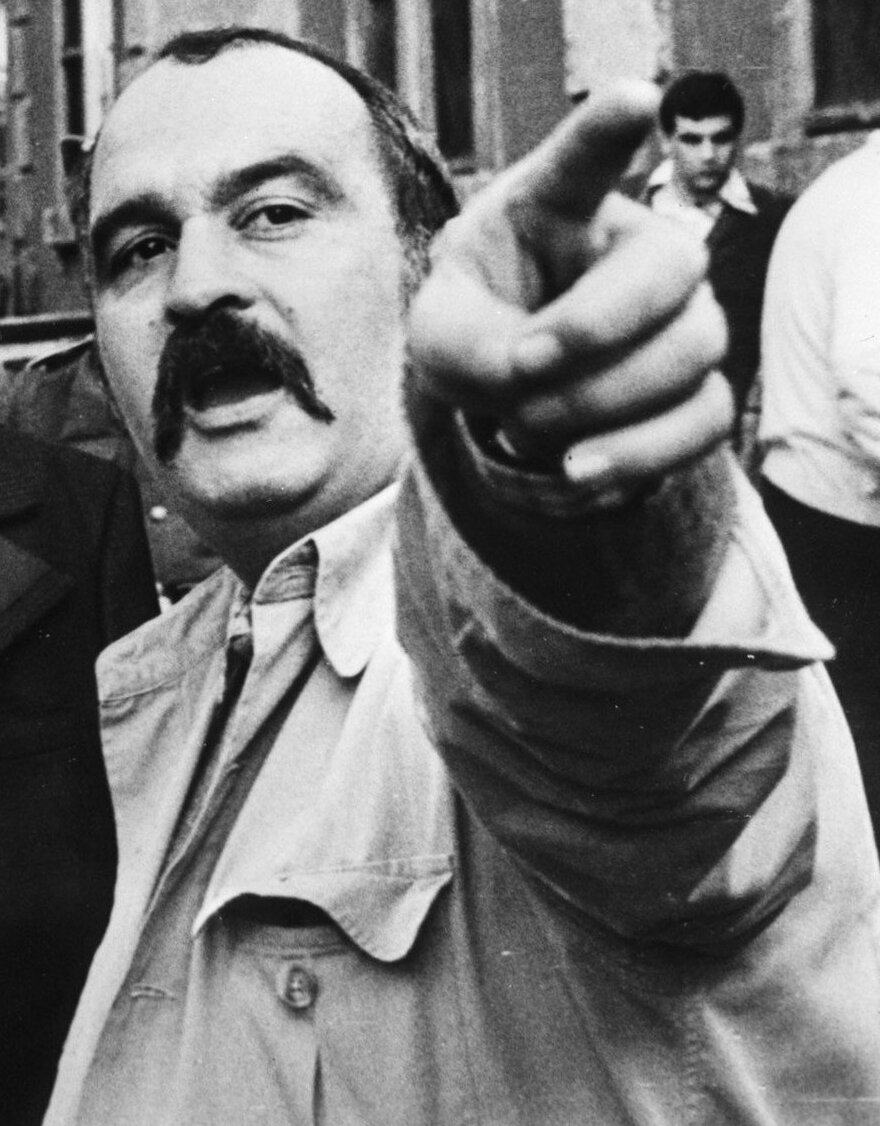
Stuart Rosenberg (1975)

Stuart Rosenberg (* 11. August 1927 in Brooklyn, New York City; † 15. März 2007 in Beverly Hills) war ein US-amerikanischer Filmregisseur.

## Leben und Karriere
Rosenberg studierte an der New York University irische Literatur, bevor er in den späten 1950er Jahren bei verschiedenen Fernsehserien, unter anderen The Defenders und The Twilight Zone, Regie führte. Für die Episode The Madman bekam Rosenberg 1963 einen Emmy.
Rosenberg starb am 15. März 2007 im Alter von 79 Jahren an einem Herzinfarkt.

## Kinofilme
- 1960: Unterwelt (Murder, Inc.)
- 1961: Frage 7 (Question 7)
- 1967: Der Unbeugsame (Cool Hand Luke)
- 1969: Ein Frosch in Manhattan (The April Fools)
- 1970: Move
- 1970: Machenschaften (WUSA)
- 1972: Zwei Haudegen auf Achse (Pocket Money)
- 1973: Massenmord in San Francisco (The Laughing Policeman)
- 1975: Unter Wasser stirbt man nicht (The Drowning Pool)
- 1976: Reise der Verdammten (Voyage of the Damned)
- 1979: Ein Mann räumt auf (Love and bullets)
- 1979: Amityville Horror (The Amityville Horror)
- 1980: Brubaker
- 1984: Der Pate von Greenwich Village (The Pope of Greenwich Village)
- 1986: Holt Harry raus! (Let's Get Harry)
- 1991: My Heroes Have Always Been Cowboys